# Standbeeld van Johannes Hus
Het standbeeld van Johannes Hus (Tsjechisch: Pomník mistra Jana Husa) staat op het Plein van de Oude Stad in Praag, Tsjechië. Het werd onthuld in 1915 om de 500-jarige martelaarsdood van Johannes Hus te herdenken.
Het monument beeldt zegevierende Hussieten uit en protestanten die gedwongen werden in ballingschap te gaan 200 jaar na Hus. Ook staat er een jonge moeder die de nationale wedergeboorte voorstelt. De ontwerper is Ladislav Šaloun en de constructie werd betaald door alleen maar donaties van burgers.

## Symbolisme
Voor de mensen van Bohemen en de andere regio's van Praag werd Johannes Hus het symbool van sterkte tegen onderdrukkende regimes. Zijn tegenkanting tegen het kerkelijk bestuur door het Vaticaan gaf kracht aan degenen die de controle van Tsjechische gebieden door huis Habsburg in de 19e eeuw verachtten. Zo werd Hus een symbool tegen de Habsburgers.
Toen Tsjecho-Slowakije een communistisch land was, werd zitten aan de voet van het monument een manier om subtiel de weerstand tegen het regime uit te drukken.